# Ye Shengtao
Ye Shengtao, pseudonimo di Ye Shaojun (Suzhou, 1894 – Pechino, 1988), è stato uno scrittore e politico cinese.
A partire dagli anni venti si occupò di descrivere in innumerevoli racconti la piccola borghesia di una Cina sulla strada dell'occidentalizzazione.
Dopo i racconti Il malinteso (1922) e Nella città (1926) scrisse il suo capolavoro, il romanzo Ni Huanzhi (1929). Cessò praticamente l'attività nel 1958.
Dal 1984 al 1987 fu leader dell'Associazione Cinese per la Promozione della Democrazia, partito affiliato al Partito Comunista Cinese.